# Duarte Fernandes
Duarte Fernandes (segle xvi) fou un diplomàtic portuguès i el primer europeu a establir relacions diplomàtiques amb Tailàndia, quan el 1511 fou enviat en missió diplomàtica al regne Siam després de la conquesta portuguesa de Malaca.

## Biografia
Duarte Fernandes era un sastre que anà a Malaca en la primera expedició de Diogo Lopes de Sequeira el setembre de 1509. Després d'un complot fallit per destruir l'expedició va ser un dels dinou portuguesos que quedaren detinguts a Malaca, junt a Rui de Araújo, adquirint en aquell temps de captiveri importants coneixements sobre la cultura de la regió.
El 1511, poc després de la conquesta portuguesa de Malaca, i tenint coneixement de les ambicions siameses sobre Malàisia, Afonso de Albuquerque immediatament l'envià en una missió diplomàtica a la cort del rei de Siam Ramathibodi II, emprant un junc en le viatge de tornada. Fou el primer europeu a arribar-hi, establint relacions amistoses entre el regne de Portugal i el de Siam. Va tornar acompanyat per un enviat siamès amb regals i cartes per Albuquerque i el rei de Portugal. Cinc anys després d'aquest primer contacte, Siam i Portugal firmaren un tractat que permetia el comerç portuguès al regne de Siam.